# Тім Аллен
Тімоті Алан Дік (англ. Timothy Alan Dick), відомий як Тім Аллен (англ. Tim Allen; нар. 13 червня 1953, Денвер, Колорадо) — американський кіноактор, комік.

## Біографія
Народився Тім Аллен у Денвері (штат Колорадо) 13 червня 1953 року.
Коли Тіму було одинадцять років, в автомобільній аварії загинув його батько — Дік Джеральд, який разом з сімейством повертався додому з футбольного матчу. Через два роки після смерті першого чоловіка, мати Тіма — Марта, знову виходить заміж і незабаром, разом зі своїм новим чоловіком і дітьми (у Тіма ще 8 братів), переїжджає в Бірмінгем (штат Мічиган). У школі Аллен був кимось на зразок класного клоуна, використовуючи гумор, і як засіб захисту, і як засіб нападу.
Освіту здобув у Західно-Мічиганському Університеті (спеціальність телевиробництво). У 1978 році Аллена заарештовують за торгівлю наркотиками. Суддя засуджує майбутнього актора до восьми років тюремного ув'язнення. Однак почуття гумору Тіма цінували й за тюремними стінами. Йому дозволяють організувати невелике комедійне шоу для ув'язнених, завдяки чому через два роки, веселого арештанта достроково випускають з в'язниці. Перший час після виходу з в'язниці Аллен знімався в рекламних роликах і виступав як комедійний актор розмовного жанру в нічних клубах.
Кілька років потому йому довірили роботу над декількома комедійними шоу для кабельного телебачення, серед яких кілька досить відомих: «Comedy's Dirtiest Dozen» (1988 р.) і «Тім Аллен: Люди — свині» (1991 р.). Величезний успіх мав серіал Тіма «Великий ремонт» (1991⁣ — ⁣1999 рр.), головну роль в якому він протягом 8 років виконував самостійно. Найпомітнішими роботами актора на великих екранах в цей період стали головна роль у культовій для американців комедії «Санта-Клаус» (1994 р.), що зібрала в прокаті близько 200 мільйонів доларів і озвучування Капітана Базза Світлячка в повнометражних мультфільмах «Історія Іграшок» (1995 р.) та «Історія Іграшок 2» (1999 р.).
Закінчивши показ шоу «Великий ремонт», після 8-ми сезонів актор повертається на великі екрани з роллю у фільмі «Той, якого замовили» (2001 р.), який провалився в прокаті. Після появи ще у двох провальних картинах: «Крутий Джо» (2001 р.) і «Великі неприємності» (2002 р.), актор знімався в прогнозовано успішній другій частині різдвяної історії «Санта Клаус 2» (2002 р.), що зібрала в прокаті близько 170 мільйонів. У новому тисячолітті актор і далі активно знімався, проте тільки лише дві картини з його участю вподобали глядачі: «Санта Клаус 3» (2006 р.) і «Реальні кабани» (2007 р.). У 2010 році на екран виходить «Історія іграшок: 3», найкасовіший фільм цього року, де Тім Аллен озвучував того самого База Світлячка з перших двох частин. Цей мультфільм уперше в історії мультиплікації зібрав більше мільярда доларів. У біографії актора є кілька досить примітних фактів. Так, наприклад, 27 червня 1998 року він здобув ступінь Почесного доктора образотворчих мистецтв і Нагороду видатних випускників Західно-Мічиганського університету. Крім того, актор є автором декількох книг і шестиразовим володарем призу глядацьких симпатій. Сьогодні Тім Аллен перебуває у творчому «затишші», але, безсумнівно, комедійний талант цього актора ми ще не раз побачимо на екранах кінотеатрів і телевізорів.

## Фільмографія
| Рік  | Назва                                                | Роль                                           | Примітки                               |
| ---- | ---------------------------------------------------- | ---------------------------------------------- | -------------------------------------- |
| 1988 | Tropical Snow                                        | Baggage Handler                                |                                        |
| 1988 | Comedy's Dirtiest Dozen                              | Himself                                        |                                        |
| 1989 | Rodney Dangerfield: Opening Night at Rodney's Place  | Himself                                        |                                        |
| 1990 | Tim Allen: Men Are Pigs                              | Himself                                        |                                        |
| 1991 | Tim Allen Rewires America                            | Himself                                        |                                        |
| 1994 | Санта-Клаус                                          | Скотт Келвін / Санта-Клаус                     |                                        |
| 1995 | Історія Іграшок                                      | Базз Лайтер (voice)                            |                                        |
| 1997 | Meet Wally Sparks                                    | Himself                                        | Cameo                                  |
| 1997 | Із джунглів у джунглі                                | Майкл Кромвель                                 |                                        |
| 1997 | Soul Man                                             | Tim Taylor                                     | Episode: «Communion Wine and Convicts» |
| 1997 | В бідності і в багатстві                             | Brad Sexton                                    |                                        |
| 1998 | Spin City                                            | Rags (voice)                                   | Episode: «The Kidney's All Right»      |
| 1999 | Історія іграшок 2                                    | Базз Лайтер (voice)                            |                                        |
| 1999 | У пошуках галактики                                  | Джейсон Несміт                                 |                                        |
| 2000 | Buzz Lightyear of Star Command: The Adventure Begins | Базз Лайтер (voice)                            | Video                                  |
| 2001 | Той, кого замовили                                   | Critical Jim                                   |                                        |
| 2001 | Joe Somebody                                         | Joe Scheffer                                   |                                        |
| 2002 | Big Trouble                                          | Eliot Arnold                                   |                                        |
| 2002 | The Santa Clause 2                                   | Santa Claus / Scott Calvin / Toy Santa         |                                        |
| 2003 | Top Speed                                            | Narrator                                       |                                        |
| 2004 | Різдво з невдахами                                   | Лютер Кренк                                    |                                        |
| 2006 | Тачки                                                | Buzz Lightyear Car (voice)                     |                                        |
| 2006 | The Shaggy Dog                                       | Dave Douglas                                   |                                        |
| 2006 | Капітан Зум. Академія супергероїв                    | Jack Shepard/Captain Zoom                      |                                        |
| 2006 | The Santa Clause 3: The Escape Clause                | Santa Claus / Scott Calvin                     |                                        |
| 2007 | Fired!                                               | Documentary                                    |                                        |
| 2007 | Реальні кабани                                       | Doug Madsen                                    |                                        |
| 2008 | Redbelt                                              | Chet Frank                                     |                                        |
| 2009 | The Six Wives of Henry Lefay                         | Henry Lefay                                    |                                        |
| 2010 | Crazy on the Outside                                 | Tommy Zelda                                    | Also director                          |
| 2010 | Історія іграшок 3                                    | Базз Лайтер (voice)                            |                                        |
| 2010 | I Am Comic                                           |                                                |                                        |
| 2011 | Hawaiian Vacation                                    | Базз Лайтер (voice)                            | Короткометражний фільм                 |
| 2011 | Small Fry                                            | Базз Лайтер (voice)                            | Короткометражний фільм                 |
| 2012 | Partysaurus Rex                                      | Базз Лайтер (voice)                            | Короткометражний фільм                 |
| 2012 | Chimpanzee                                           | Narrator                                       | Documentary                            |
| 2012 | Penguins 3D                                          | Narrator                                       | U.S. version                           |
| 2013 | Geezers!                                             | Tim                                            |                                        |
| 2019 | Історія іграшок 4                                    | Баз Рятівник (голос)                           |                                        |
| 2019 | Останній справжній чоловік                           | Майк Бакстер (2011–2021)                       | телесеріал                             |
| 2019 | Ріно 911!                                            | Командер космічних військ (епізод Space Force) | телесеріал                             |
| 2022 | Санта-Клауси                                         | Скотт Келвін / Санта-Клаус                     |                                        |